# 湯の川温泉停留場
湯の川温泉停留場（ゆのかわおんせんていりゅうじょう）は、北海道函館市湯川町1丁目にある函館市企業局交通部（函館市電）湯の川線の停留場である。駅番号はDY02。ゴールデンウィークなどの繁忙期には乗車整理員が配置されることがある。

## 歴史
- 1913年（大正2年）6月29日 - 鮫川橋停留場として開業。当停留所から湯川終点までは単線であった。[2]
- 1938年（昭和13年）以前 - 鮫川停留場に改称[3]。
  - 以降、温泉入口、湯川、そして現在の湯の川温泉と改称している[3]。
- 1945年（昭和20年）7月2日 - 鮫川 - 湯川間の単線軌道が撤去され、終点となる[4]。
- 1959年（昭和34年）9月2日 - 1945年に撤去された湯の川温泉～湯の川間の軌道が複線で再敷設され、中間駅に戻る[4]。
- 2017年（平成29年）11月16日 - 12月22日 - 両線ホームの横断歩道側の段差解消工事を実施し、12月22日に供用開始[5]。
- 2020年（令和2年）10月30日 - 12月25日 - 両線ホームの改築工事を実施（後述）[5]。

## 構造
- 2面2線の相対式ホーム。
- 往線乗り場（五稜郭公園前方向）には上屋が設置されている。
- 駅の東側に交差点があり、ホームへの移動はその横断歩道を利用する。

ホームは改修が行われており（前述）、その前後で次の通り構造が変わっている。
改修前
- それまでのホームには段差があったが、2017年に横断歩道側のホームの端から2.0m部分の切削及び舗装打ち直しを行ってスロープ化し、ホーム出入り部分の段差を解消。

改修後
- 往線ホーム（五稜郭方向）
  - ホームの長さはそのままに幅1.0～1.65mに拡幅
  - 上屋のないスロープ部にロードヒーティングを設置
  - 上屋にLED照明を設置
- 復線ホーム（湯の川方向）
  - 既存のホームを通路（幅員の変更なし）とし、函館アリーナ側に長さ15.0m、幅1.0～1.4mに拡幅したホームを設置
  - LED照明を内蔵した安全柵を設置
  - ホームの一部及びスロープにロードヒーティングを設置

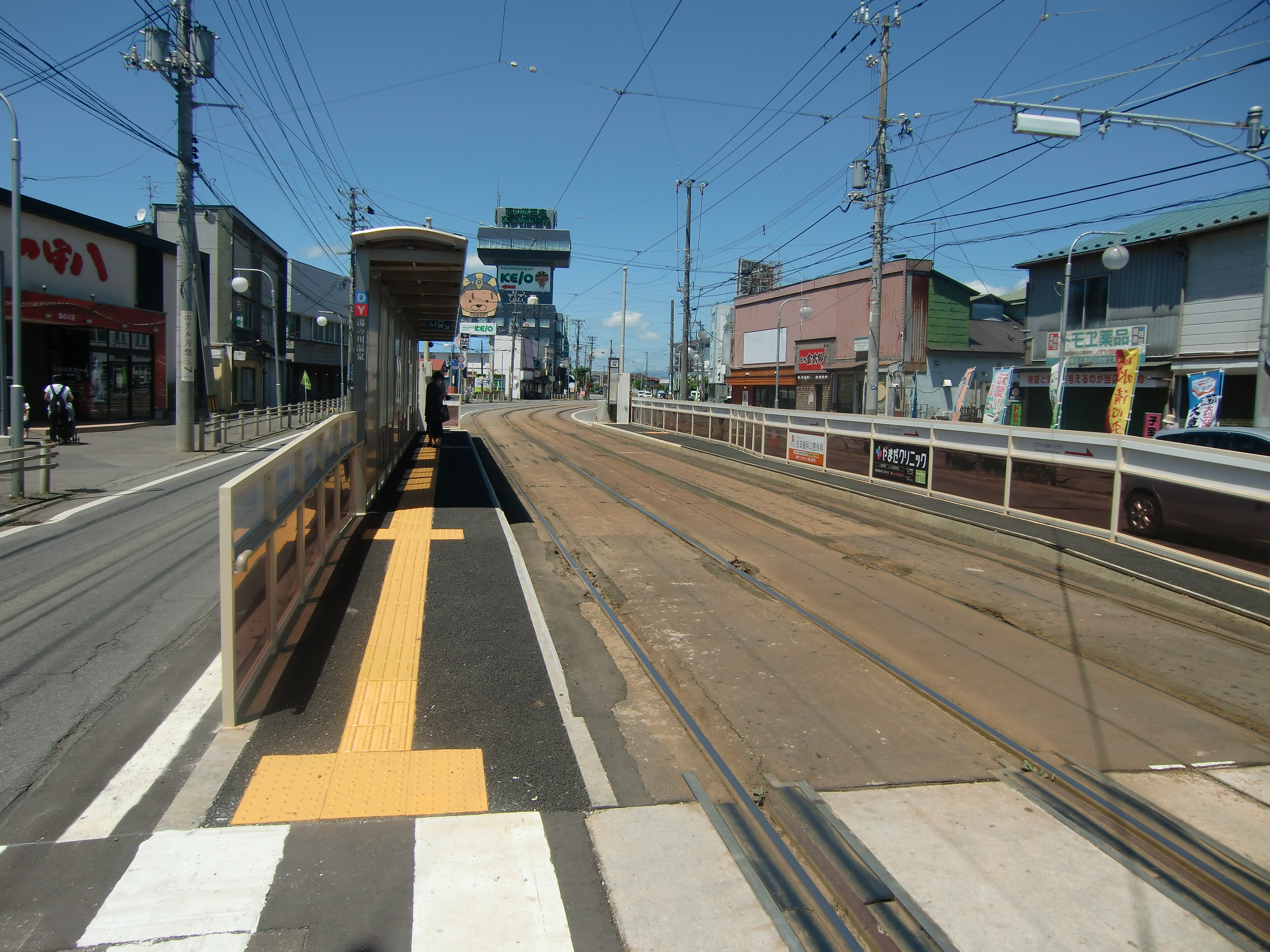
ホーム
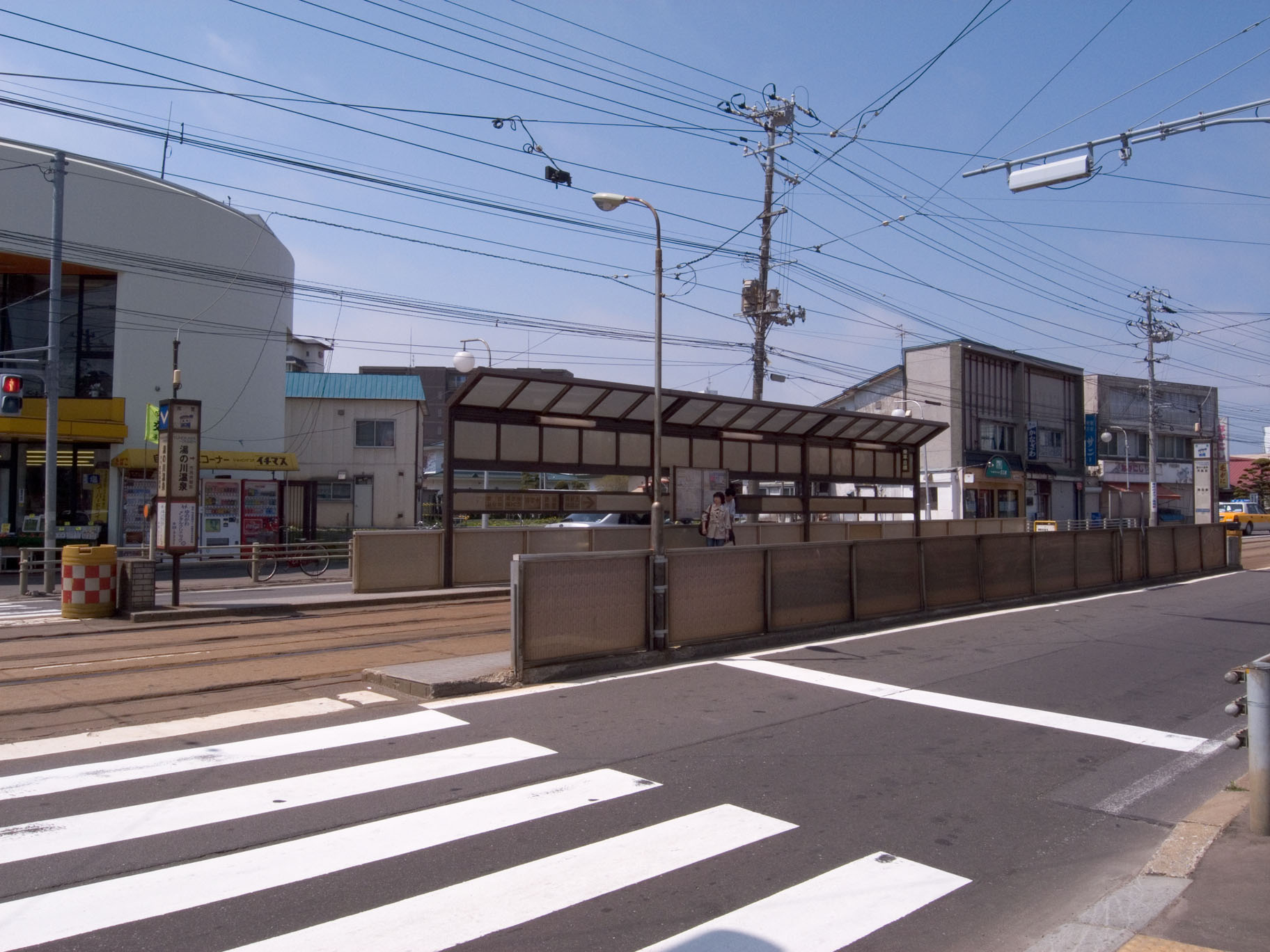
スロープ化前の停留場全景（2009年5月）

## 周辺
- 北海道道83号函館南茅部線
- 函館東郵便局
- 函館商工信用組合湯川支店
- 函館渡辺病院
- 湯の川温泉
- バス停留所
  - 函館バス「湯川温泉電停前」[6]
  - 函館バス、函館タクシー（函館帝産バス）、北海道バス「花びしホテル前」[7]
  - 函館バス、北海道中央バス、北都交通 高速はこだて号「湯の川温泉北」[8]

以下の施設では、市電・バス乗車券の委託販売店を兼ねている。
- 湯元 啄木亭
- 花びしホテル
- ホテル万惣
- 平成館 しおさい亭
- 平成館 海羊亭
- 湯の川観光ホテル祥苑
- 湯の浜ホテル
- 竹葉新葉亭
- 旅館 一乃松
- KKRはこだて

## 隣の停留場
函館市企業局交通部
湯の川線
湯の川停留場 (DY01) - 湯の川温泉停留場 (DY02) - 函館アリーナ前停留場 (DY03)